# Tirunelveli
Tirunelveli (Tamil: திருநெல்வேலி, Tirunelvēli; auch Thirunelveli, früher anglisiert Tinnevelly oder Tinnevelli) ist eine Stadt im südindischen Bundesstaat Tamil Nadu mit rund 550.000 Einwohnern. Sie ist Hauptstadt des gleichnamigen Distriktes.

## Lage und Klima
Tirunelveli liegt in einer Höhe von ca. 48 m auf dem linken Ufer des Thamirabarani, nur knapp 75 km nördlich des Kap Komorin, dem südlichsten Punkt des indischen Festlandes, sowie 160 km südwestlich von Madurai. Auf dem anderen Ufer des Flusses liegt die Zwillingsstadt Palayamkottai. Das Klima ist meist subtropisch schwülwarm; Regen (ca. 800–1000 mm/Jahr) fällt überwiegend während der Monsunzeit.

## Wirtschaft
Tirunelveli ist heute ein regionales Handels- und Industriezentrum mit Baumwoll-, Lebensmittel- (besonders Zucker-), Tabak- und Schmuckindustrie sowie einem großen Zementwerk und zahlreichen Autowerkstätten. Seit 1990 ist die Stadt auch Sitz einer Universität (Manonmaniam Sundaranar University).

## Einwohner
Knapp 80 % der Einwohner Tirunelvelis sind Hindus, 10 % sind Muslime und 11 % Christen. Die Hauptsprache ist, wie in ganz Tamil Nadu, das Tamil, das von ca. 98 % der Bevölkerung als Muttersprache gesprochen wird.

## Geschichte
Die Geschichte der Stadt reicht bis in die Zeit der frühen Pandya und Chola zurück. Im 16. Jahrhundert wurde die Stadt von den Nayaks von Madurai, die bis ins 18. Jahrhundert über sie herrschten, ausgebaut. Aus jener Zeit stammen zahlreiche hinduistische Tempel, von denen viele der Gottheit Shiva gewidmet sind. In den Jahren zwischen 1542 und 1545 wirkte der spanisch-portugiesische Missionar Franz Xaver in der Stadt. Ab dem Jahr 1818 übernahmen die Briten die Oberhoheit über den gesamten Subkontinent, die sie bis zur Unabhängigkeit Indiens im Jahr 1947 innehatten.

## Persönlichkeiten
- Arumugamangalam Venkatachalam Ganesan (* 1935), Verwaltungsbeamter und Mitglied des WTO Appellate Body